# Tricentrus nobilis
Tricentrus nobilis är en insektsart som beskrevs av Ananthasubramanian 1980. Tricentrus nobilis ingår i släktet Tricentrus och familjen hornstritar. Inga underarter finns listade i Catalogue of Life.